# Superintendent
Superintendent je úředník na pozici superintendentury, nejdříve v církvi nebo náboženské obci, který zastával či zastává post vedoucího duchovního (kazatele) dané církve. V současnosti se užívá nejčastěji pro vedoucí představitele světských institucí, například operních souborů.

## Termín
Nazývají se tak kněží, zejména v metodistické a evangelických církvích, ale také kazatelé židovských obcí. Etymologicky i obsahově superintendentura odpovídá úřadu biskupa (případně efora) v jiných křesťanských církvích, nebo židovského rabína.

## Historie
Dříve se v českých zemích titul superintendenta používal hojně jak v církvích, tak v židovských náboženských obcích a světských souborech. Objevoval se v evangelických církvích za Rakousko-Uherska, a také ve Slezské církvi evangelické augsburského vyznání (do roku 1956) či Evangelické církvi augsburského vyznání v České republice (do roku 2018).

## Současnost
Česká republika - úřad superintendenta zastává
- v Evangelické církvi metodistické ordinovaný starší, kterého každoročně jmenuje do tohoto úřadu biskup Centrální konference pro střední a jižní Evropu. Zastupuje biskupa v době jeho nepřítomnosti. Podporuje kazatele a sbory v jejich službě.

V anglicky mluvících zemích se titul používá i ve světské oblasti pro vyšší funkce v hudebním či divadelním světě, ve veřejné správě a v průmyslu. Jeho synonyma jsou ředitel, manažer, administrátor.